# Toana craspedica
Toana craspedica är en fjärilsart som beskrevs av George Francis Hampson 1910. Toana craspedica ingår i släktet Toana och familjen nattflyn. Inga underarter finns listade i Catalogue of Life.